# Библиопсихология
Библиопсихология (библиологическая психология) — комплексная наука, раздел психологии, предметом которой является психологические проблемы читательского восприятия текстов на основе теории восприятия литературного текста с учётом индивидуальных аспектов участников процесса чтения: автор — текст — читатель.
Текст в библиопсихологии рассматривается как побудительный мотив для проекции у воспринимающих его читателей психических феноменов и явлений. Читатель интерпретируется не только по признакам интересов, обусловленных спецификой среды его принадлежности (класс, сословие, профессия и пр.), но и на основании особенностей переживаний. На их основе предлагается формирование психологической типологии читателей.

## История
Основоположником библиопсихологии считается русский учёный-энциклопедист, библиограф, популяризатор науки и писатель Н. А. Рубакин (1862—1946). Знаковой датой в истории библиопсихологии является 22 октября 1916 года, в этот день в Женевском педагогическом институте Ж. Ж. Руссо на заседании, созванном директором этого института Пьером Бовэ, была открыта секция библиопсихологии. В организации секции приняли участие профессор Женевского университета Эдуард Клапаред, профессор А. Феррьер и директор Библиографического института в Брюсселе Поль Отлэ. Возглавил секцию Н. А. Рубакин.